# Rinopitec de Stryker
El rinopitec de Stryker (Rhinopithecus strykeri) és una espècie de primat del gènere Rhinopithecus que viu a Myanmar. L'espècie fou descrita el 2010, però la població local ja coneixia aquest animal anteriorment.
Aquest mico mesura uns 55 cm de llargada i té una cua de 78 cm. Té el pelatge negre i la barba blanca. Les puntes de les orelles tenen una mena de serrell i també són blanques, igual que part del dors. La cara és calba i de color rosa. Els llavis en sobresurten una mica. Els narius apunten cap amunt, de manera que l'aigua hi entra fàcilment quan plou. Segons els habitants locals, això el fa esternudar i, per aquest motiu, el rinopitec de Stryker es passa els dies de pluja amb el cap entre les potes.